# Incidente del Cessna 208 di Missinippi Airways del 2011
Il 4 luglio 2011, un Cessna 208 Caravan della Missinippi Airways, con a bordo nove persone, si schiantò durante il tentativo di decollo dall'aeroporto di Pukatawagan a Manitoba, in Canada. Morì un passeggero, mentre gli altri otto occupanti (il pilota e sette passeggeri) rimasero solo feriti.

## L'aereo
Il velivolo coinvolto era un Cessna 208B Grand Caravan turboelica con codice di registrazione C-FMCB e numero di serie del produttore 208B-1114. Costruito nel 2005, era di proprietà della Beaver Air Services e operato da Missinippi Airways.

## L'incidente
Intorno alle 16:00 ora locale del 4 luglio, il Cessna Caravan si stava preparando a partire per la tratta di ritorno del volo di linea giornaliero della durata di un'ora dall'aeroporto di Pas/Grace Lake, Manitoba, all'aeroporto di Pukatawagan. A bordo c'erano un solo pilota e otto passeggeri. Dopo essersi allineato all'inizio della pista di ghiaia lunga 3 000 piedi (910 m), il pilota applicò la massima potenza dando inizio al decollo.
Durante la corsa per il decollo, l'aereo sobbalzò sopra diverse zone fangose sulla pista. Il pilota si rese conto che la velocità relativa aveva smesso di aumentare e annullò il decollo con una stima di 600 piedi (180 m) di pista rimanenti. Con la spinta inversa inserita, ma con la potenza del motore al minimo, l'aereo non si fermò prima della fine della pista e finì giù per un ripido pendio, fermandosi in un burrone. La fusoliera, compreso il sistema di alimentazione del carburante, rimase gravemente danneggiata dall'impatto con il pendio oltre il burrone, con un conseguente e quasi immediato incendio.
Un passeggero, che aveva perso i sensi nell'impatto, non poté essere districato dalle macerie e morì per inalazione di fumo. Il pilota e gli altri sette passeggeri riportarono solo delle ferite lievi e riuscirono a tornare all'edificio del terminal.

## Conseguenze
L'indagine portò la Transport Canada a revocare il certificato di operatore aereo di Missinippi Airways, per problemi di sicurezza. Senza non poteva effettuare dei servizi aerei commerciali in Canada. Venne successivamente ripristinato il 3 settembre 2011.
Il 21 ottobre 2011, alle 23:59, Transport Canada sospese una seconda volta il certificato di operatore aereo per via di carenze con il sistema di controllo operativo della compagnia dopo un'ispezione durante la settimana.
Il 19 novembre 2011 il certificato venne nuovamente ripristinato.

## Le indagini
Il Transportation Safety Board of Canada aprì un'inchiesta. Pubblicò il rapporto finale nel giugno 2012, nel quale gli investigatori scrissero che diversi fattori si erano combinati per impedire all'aereo di raggiungere la velocità relativa al decollo, comprese le condizioni fangose della pista di ghiaia a seguito della pioggia recente, la tecnica di decollo adottata dal pilota, che potrebbe aver causato un aumento della resistenza aerodinamica e probabili raffiche di vento.
Venne inoltre stabilito che, sebbene la decisione del pilota di annullare il decollo fosse ragionevole, era stata presa troppo tardi, quando ormai non era rimasta pista sufficiente per fermare l'aereo senza provocare un'uscita di pista. A contribuire all'unico decesso fu il fatto che il passeggero deceduto non indossava l'imbracatura disponibile per le spalle, il che avrebbe potuto limitare l'entità delle sue ferite e il rischio di perdita di conoscenza mentre l'incendio divorava rapidamente i resti del Cessna.
A seguito dell'indagine, Missinippi Airways implementò una nuova procedura di decollo su piste corte e si impegnò a porre maggiore enfasi sull'addestramento al decollo e all'atterraggio su pista corta/fangosa.